# A. Asher & Co.
A. Asher & Co. war eine Buchhandlung und ein Verlag in Berlin von 1830 bis 1945.

## Geschichte
Der Kaufmann Adolf (Abraham) Asher gründete 1830 eine Buchhandlung in Berlin. Bald danach entstanden Filialen in London (1835) und in St. Petersburg. Er legte einen Schwerpunkt auf die Ein- und Ausfuhr von Büchern von und nach England und wurde unter anderem für die Oxford Library und das British Museum zum wichtigsten Lieferanten europäisch-kontinentaler Bücher.
Ein weiterer Schwerpunkt wurde der Verkauf antiquarischer Bücher. So konnte er zum Beispiel 1849/50 die Bibliothek des Dichters Ludwig Tieck versteigern, 1859 gelang dies seinen Nachfolgern mit dem Nachlass von Alexander von Humboldt.
1853 ging die Buchhandlung an seine Mitarbeiter Albert Cohn und Daniel Collin über. In den nächsten Jahrzehnten wuchs der Verlag zu einer größeren Bedeutung, mit dem Schwerpunkt auf ethnologischer und englischer Literatur, aber auch hebräischen Schriften. Das Antiquariat wurde seit 1874 von Cohn unter seinem Namen separat betrieben. 1906 erfolgte eine Trennung von Verlag (seitdem Behrend & Co.) und Buchhandlung (A. Asher & Co.).
1933 wurde die Buchhandlung A. Asher & Co. arisiert. Der bisherige Eigentümer Otto Liebstaedter emigrierte mit einem Teil des Inventars nach Den Haag in den Niederlanden. Neuer Inhaber in Berlin wurde der Mitarbeiter Adolf Geipel. Diese Buchhandlung soll bis 1968 in Berlin-Spandau weiterbestanden haben.
Otto Liebstaedter gründete die Buchhandlung A. Asher & Co. B. V. in Amsterdam 1947 neu, sie besteht bis in die Gegenwart.

### Adressen
Der Sitz der Buchhandlung und des Verlages wechselte einige Male 
- Mohrenstraße 53, 1830–1848, später dort ein anderes Antiquariat (1876 erwähnt)
- Unter den Linden 13, 1848– , später dort ein anderes Antiquariat (1908 erwähnt)
- Unter den Linden 5, 1876 erwähnt
- Unter den Linden 55, 1908 erwähnt
- Behrenstraße 17, 1918–1945?

## Persönlichkeiten
Eigentümer
- Adolf Asher, 1830–1853
- Albert Cohn, 1853–1874, ab 1871 allein, ab 1874 Antiquariat abgetrennt, als Antiquariat und Verlagsbuchhandlung Albert Cohn, in der nahegelegenen Jägerstraße
- Daniel Collin, 1853–1871
- Adolf Behrend, 1874–1906, danach Verlag Behrend & Co. mit Golm (Goldstücker)
- Leonhard Simion, 1874–1882
- Eugen Goldstücker, 1882–1906; ab 1903 Name Eugen Golm, ab 1906 bei 'Verlag Behrend & Co.
- Hermann Lazarus, 1906–um 1927, vorher Buch- und Kunsthandlung & Antiquariat Hermann Lazarus mindestens seit 1897
- Otto Liebstaedter, um 1927–1968, ab 1933/40 in Den Haag, ab 1947 in Amsterdam
- Adolf Geipel, 1933–1945 in Berlin
- Anton Steiner, 1947–1970, in Amsterdam, mit Liebstaedter